# فيرفاكس (فيرجينيا)
فيرفاكس (بالإنجليزية: Fairfax, Virginia)‏ هي مدينة تقع في الولايات المتحدة في فيرجينيا. يقدر عدد سكانها بـ 22,565 نسمة وترتفع عن سطح البحر 95 متر.

## التركيبة السكانية
حدّد مكتب تعداد الولايات المتحدة بيانات التركيبة السكانية لفيرفاكس في تعداد الولايات المتحدة. في ما يلي، التركيبة السكانية حسب تعدادي 2000 و2010.

### تعداد عام 2000
بلغ عدد سكان فيرفاكس 21,498 نسمة بحسب تعداد عام 2000، وبلغ عدد الأسر 8,035 أسرة وعدد العائلات 5,407 عائلة مقيمة في المدينة. في حين سجلت الكثافة السكانية 1,323 نسمة لكل كيلومتر مربع (3,426.6/ميل2). وبلغ عدد الوحدات السكنية 8,204 وحدة بمتوسط كثافة قدره 504.9 لكل كيلومتر مربع (1,307.7/ميل2).
وتوزع التركيب العرقي للمدينة بنسبة 72.91% من البيض و5.07% من الأمريكيين الأفارقة و0.34% من الأمريكيين الأصليين و12.17% من الأمريكيين ذوي الأصول الآسيوية و0.07% من سكان جزر المحيط الهادئ و6.17% من الأعراق الأخرى و3.26% من عرقين مختلطين أو أكثر و13.64% من الهسبانيون أو اللاتينيون من أي عرق.
بلغ عدد الأسر 8,035 أسرة كانت نسبة 30.5% منها لديها أطفال تحت سن الثامنة عشر تعيش معهم، وبلغت نسبة الأزواج القاطنين مع بعضهم البعض 54.5% من أصل المجموع الكلي للأسر، ونسبة 9.3% من الأسر كان لديها معيلات من الإناث دون وجود شريك، بينما كانت نسبة 3.5% من الأسر لديها معيلون من الذكور دون وجود شريكة وكانت نسبة 32.7% من غير العائلات. تألفت نسبة 23.4% من أصل جميع الأسر من عدة أفراد يعيشون في نفس المنزل ونسبة 6.7% كانت تتألف من شخص يعيش بمفرده يبلغ من العمر 65 عاماً أو أكثر. وبلغ متوسط حجم الأسرة المعيشية 2.61، أما متوسط حجم العائلات فبلغ 3.07.
بلغ العمر الوسطي للسكان 37.0 عاماً. وكانت نسبة 20.2% من القاطنين تحت سن الثامنة عشر، وكانت نسبة 8.9% بين الثامنة عشر والرابعة والعشرين عاماً، ونسبة 33.5% كانت واقعةً في الفئة العمرية ما بين الخامسة والعشرين والرابعة والأربعين عاماً، ونسبة 23.6% كانت ما بين الخامسة والأربعين والرابعة والستين، ونسبة 11.3% كانت ضمن فئة الخامسة والستين عاماً فما فوق. يوجد لكل 100 أنثى 96.9 ذكر، ويوجد لكل 100 أنثى في الثامنة عشر من عمرها فما فوق 96.1 ذكر.
بلغ متوسط دخل الأسرة في المدينة 67,642 دولارًا، أما متوسط دخل العائلة فبلغ 78,921 دولارًا. وكان متوسط دخل الذكور 50,348 دولارًا مقابل 38,351 دولارًا للإناث. وسجل دخل الفرد الخاص بالمدينة 31,247 دولارًا. وكانت نسبة 2.4% من العائلات ونسبة 5.7% من السكان تحت خط الفقر، وكان من هؤلاء نسبة 4.5% تحت سن الثامنة عشر ونسبة 2.1% في الخامسة والستين من العمر وما فوق.

### تعداد عام 2010
بلغ عدد سكان فيرفاكس 22,565 نسمة بحسب تعداد عام 2010، وبلغ عدد الأسر 8,347 أسرة وعدد العائلات 5,545 عائلة مقيمة في المدينة. في حين سجلت الكثافة السكانية 1,388.6 نسمة لكل كيلومتر مربع (3,596.5/ميل2). وبلغ عدد الوحدات السكنية 8,680 وحدة بمتوسط كثافة قدره 534.2 لكل كيلومتر مربع (1,383.6/ميل2).
وتوزع التركيب العرقي للمدينة بنسبة 69.60% من البيض و4.75% من الأمريكيين الأفارقة و0.49% من الأمريكيين الأصليين و15.21% من الأمريكيين ذوي الأصول الآسيوية و0.06% من سكان جزر المحيط الهادئ و5.86% من الأعراق الأخرى و4.02% من عرقين مختلطين أو أكثر و15.76% من الهسبانيون أو اللاتينيون من أي عرق.
بلغ عدد الأسر 8,347 أسرة كانت نسبة 30.6% منها لديها أطفال تحت سن الثامنة عشر تعيش معهم، وبلغت نسبة الأزواج القاطنين مع بعضهم البعض 53.1% من أصل المجموع الكلي للأسر، ونسبة 9.6% من الأسر كان لديها معيلات من الإناث دون وجود شريك، بينما كانت نسبة 3.7% من الأسر لديها معيلون من الذكور دون وجود شريكة وكانت نسبة 33.6% من غير العائلات. تألفت نسبة 24% من أصل جميع الأسر من عدة أفراد يعيشون في نفس المنزل ونسبة 8.5% كانت تتألف من شخص يعيش بمفرده يبلغ من العمر 65 عاماً أو أكثر. وبلغ متوسط حجم الأسرة المعيشية 2.64، أما متوسط حجم العائلات فبلغ 3.11.
بلغ العمر الوسطي للسكان 39.1 عاماً. وكانت نسبة 20.4% من القاطنين تحت سن الثامنة عشر، وكانت نسبة 10% بين الثامنة عشر والرابعة والعشرين عاماً، ونسبة 28.3% كانت واقعةً في الفئة العمرية ما بين الخامسة والعشرين والرابعة والأربعين عاماً، ونسبة 27.7% كانت ما بين الخامسة والأربعين والرابعة والستين، ونسبة 13.7% كانت ضمن فئة الخامسة والستين عاماً فما فوق. وتوزع التركيب الجنسي للسكان بنسبة 49.3% ذكور و50.7% إناث.

## أعلام
- فيرينك ناغي
- روبرت بيرد
- جوي ميركوري
- أرييل وينتر
- جيسون سوديكس
- جون جاكسون
- إيتا بيكر
- أليكس رايلي
- ماري فيلد
- برايان كندريك